# Соната для фортепіано № 11 (Бетховен)

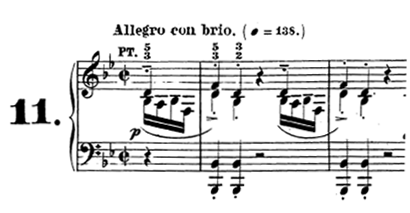
Початок Сонати № 11

Соната для фортепіано № 11, сі-бемоль мажор, op.22 Л. ван Бетховена .
Написана в 1800 році. Присвячена Йоганну Георгу фон Браун.
Складається з 4-х частин:
1. Allegro con brio
2. Adagio con molt espressione
3. Menuetto
4. Rondo. Allegretto